# Hymenomima subsordida
Hymenomima subsordida là một loài bướm đêm trong họ Geometridae.